# Pimienta
Pimienta är en kommun i Honduras.   Den ligger i departementet Departamento de Cortés, i den västra delen av landet, 150 km nordväst om huvudstaden Tegucigalpa. Antalet invånare är 12 461. Arean är 61 kvadratkilometer.
Terrängen i Pimienta är platt åt nordost, men åt sydväst är den kuperad.